# Izquierda Abierta
Izquierda Abierta (IzAb) es un partido político español que estaba integrado dentro de Izquierda Unida (IU), hasta diciembre de 2018, formado a partir de la corriente interna IU Abierta, y al que están adheridos Ezker Batua-Berdeak, X Tenerife, Red Verde y Convergencia por Extremadura.
Se inscribió el 6 de febrero de 2012 en el registro de partidos políticos del Ministerio del Interior. Su líder más destacado es el exdiputado de IU Gaspar Llamazares, que comparte portavocía con Montserrat Muñoz.
Actualmente está integrado dentro del partido político Actúa.

## Historia

### Antecedentes
Los días 15 y 16 de noviembre de 2008 se celebró la IX Asamblea Federal de Izquierda Unida (IU), que elegiría a los nuevos miembros del Consejo Político Federal, y en la hubo cinco candidaturas a Coordinador General. La asamblea se cerró sin elegir nuevo coordinador general, ya que la lista mayoritaria, la del Partido Comunista de España (PCE) y encabezada por Cayo Lara, obtuvo una mayoría relativa con un 43% de los votos. La segunda lista en número de votos fue la de la corriente interna IU Abierta, encabezada por Inés Sabanés, con un 27% de los votos.
Una comisión se encargó de preparar la convocatoria del Consejo Político Federal para el 14 de diciembre. En esta ocasión, el candidato del sector de la corriente IU Abierta iba a ser Eberhard Grosske, pero finalmente retiraron a su candidato y votaron en blanco la elección del coordinador. Así, Cayo Lara fue el vencedor con el 55,09% de los votos; Joan Josep Nuet obtuvo el 17,36% y otros el 27,5% fueron votos en blanco.
Por otra parte, los 23 miembros de la Comisión Ejecutiva Federal quedaron distribuidos así: 10 miembros del PCE, 6 de IU Abierta, 5 de Nacional II, 1 del CUT y 1 no alineado.
Durante este proceso algunos de los representantes de IU Abierta abandonaron Izquierda Unida: Inés Sabanés y Reyes Montiel, para incorporarse a Equo, y Rosa Aguilar, pasando a ser consejera del Gobierno de la Junta de Andalucía (PSOE) y posteriormente ministra de Medio Ambiente con José Luis Rodríguez Zapatero.
Tras las elecciones autonómicas y municipales de 2011 IU Abierta valoró positivamente los resultados al alza de Izquierda Unida pero igualmente los consideró “insuficientes y preocupantes” haciendo un llamamiento a la dirección del partido a buscar alianzas para crear un “polo social y político con organizaciones y personas de la izquierda social”, como las formaciones de izquierdas, verdes y federalistas Iniciativa per Catalunya Verds (ICV), Compromís e Iniciativa Verds (ambas escisiones de IU en el pasado), Equo o las formaciones de la plataforma Espacio Plural con el fin de lograr grupo parlamentario propio en el Congreso de los Diputados en las próximas elecciones generales. Gaspar Llamazares realizó una propuesta que ampliaba la oferta de concurrir juntos a Esquerra Republicana de Catalunya (ERC) y al Bloque Nacionalista Galego (BNG), que fue rechazada tanto por éstos como por la dirección de la propia Izquierda Unida.
Poco después se anunció la intención de IU Abierta de constituirse en partido político dentro de Izquierda Unida para estar en igualdad de condiciones frente al PCE. Finalmente en julio de 2011 se anunció la constitución de IU Abierta en partido con el nombre de Izquierda Abierta (IAb), dejando claro que abrirá las puertas del partido a los no militantes.
Por otro lado, en pleno conflicto en el seno de Ezker Batua (EB), que llevó a la creación de Ezker Anitza como referente vasco de IU en detrimento de EB, Gaspar Llamazares acudió a la asamblea del sector "madracista" como invitado, si bien la dirección federal de IU desautorizó dicha asamblea y pidió a Llamazares que no asistiese, salvo que lo hiciera "a título personal". El 21 de enero de 2012 Izquierda Abierta se presentó en Bilbao. Al acto, al que asistieron personalidades relevantes de EB-B, como Javier Madrazo, Kontxi Bilbao o José Navas, acudió Montse Muñoz, la secretaria de Política Institucional de IU, la cual declaró que según los estatutos federales de Izquierda Unida el "referente" de la coalición en el País Vasco aún era Ezker Batua Berdeak. Ante dichas declaraciones, la presidencia federal de Izquierda Unida aprobó una resolución en la que reconocía a Izquierda Unida Los Verdes-Ezker Anitza como "único referente" de la coalición en el País Vasco, anunciando acciones para impedir el uso de la denominación Ezker Batua-Berdeak a cualquier organización que no fuese su referente.

### Creación de Izquierda Abierta y asamblea constituyente
El 7 de marzo de 2012 se hizo su presentación oficial, con la presencia del poeta Luis García Montero, la periodista Teresa Aranguren, la exalcaldesa de San Fernando de Henares Montserrat Muñoz y el diputado Gaspar Llamazares, manifestando que la formación se creaba con el fin de "sumar, no para oponerse a nadie". Los militantes del PCE que optaron por integrarse en el partido Izquierda Abierta fueron dados de baja en la organización comunista, que no permite la militancia en dos partidos al mismo tiempo (algo que sí permite IU por estar constituida como "movimiento político y social" y ser una federación de partidos).
Celebró su asamblea constituyente el 22 de septiembre de 2012 en el Ateneo de Madrid en la que reafirmó su carácter federalista, laicista, republicanista, que acepta a todos los espectros de la izquierda en un marco de diálogo y con el objetivo de tender lazos con otros sectores y fuerzas políticas dentro y fuera de Izquierda Unida para construir un "frente amplio de izquierdas" y convertirse en la "representación política de la indignación". Se adhirieron las formaciones Red Verde, Convergencia por Extremadura, X Tenerife y Ezker Batua-Berdeak; Asimismo, manifestaron su satisfacción por la creación de Izquierda Abierta Xosé Manuel Beiras, la escritora Rosa Regás, la abogada y exdiputada Cristina Almeida, y los actores Pilar Bardem, Juan Diego Botto y Alberto San Juan.
En dicha asamblea constituyente se eligió al Consejo Político y al Consejo Federal (dentro del cual destacan Gaspar Llamazares, Montserrat Muñoz, Luis García Montero, Teresa Aranguren, Carlos Berzosa, Almudena Grandes, Azucena Rodríguez, Ángel Requena o Andrés Ocaña Rabadán), los cuales eligieron de coportavoces a Gaspar Llamazares y Montserrat Muñoz.
El 19 de abril de 2017, Baltasar Garzón presentó junto con Llamazares la nueva plataforma política Actúa con el objetivo principal de «dar voz a la izquierda que no se siente representada» ni por el PSOE ni por Podemos, si bien declararon que no se presentarían a las elecciones generales. En el acto participaron personalidades como la abogada Cristina Almeida; Federico Mayor Zaragoza, (exdirector de la Unesco); el poeta Luis García Montero, (excandidato a la Presidencia de la Comunidad de Madrid en 2015 por IU); y la periodista Teresa Aranguren.
Cuatro meses más tarde anunciaron el registro de dicha organización en el registro de Partidos Políticos del Ministerio del Interior, declarando que no descartaban presentarse a las próximas elecciones, si bien el principal motivo para registrarla como partido era adquirir la exclusividad de la marca.
El 24 de diciembre de 2018 anunció su dimisión de todos los cargos federales en IU que desempeñaba.

## Funcionamiento interno
Izquierda Abierta se organiza mediante asambleas abiertas de base en las que tienen voz y voto tanto militantes como simpatizantes.

### Asamblea General
Sus afiliados cada tres años a la Asamblea General, órgano soberano del partido, está formado por las personas elegidas en las distintas federaciones y representantes de las entidades asociadas, así como los miembros de la Coordinadora Federal.

### Consejo Político
Consta de 30 miembros elegidos por la Asamblea General y otros 30 elegidos por las federaciones.

### Coordinadora Federal
La Coordinadora Federal es el órgano máximo de Izquierda Abierta entre asambleas generales. Se encarga de elegir al portavoz o portavoces. Se reúne al menos una vez cada trimestre.
Está compuesta por:
- Las personas que hayan sido elegidas por la Asamblea General.
- Representantes de las organizaciones asociadas en el número establecido por la Asamblea General.
- Las personas que ostenten la máxima representación de las distintas organizaciones que forman parte de Izquierda Abierta.

### Comisión Ejecutiva
La Comisión Ejecutiva es elegida por los miembros de la Coordinadora Federal y ostenta la representación política del partido, la administración económica del mismo y la convocatoria de reuniones de la Asamblea Federal.

### Portavocía
Los coportavoces ostentan la máxima representación de la organización y ejercen la moderación de las sesiones de los distintos órganos de dirección.
En la actualidad ejercen de coportavoces Gaspar Llamazares y Montserrat Muñoz.

### Federaciones
Está estructurada en 17 federaciones territoriales, con representación en la Coordinadora Federal, con el número de representantes de cada federación entre paréntesis:
- Andalucía (5)
- Madrid (4)
- Asturias (2)
- Illes Balears (2)
- Castilla-La Mancha (2)
- Castilla y León (2)
- Galicia (2)
- Murcia (2)
- Aragón (1)
- Canarias (1)
- Cantabria (1)
- Cataluña (1)
- Ceuta (1)
- Extremadura (1)
- Navarra (1)
- Rioja (1)
- Comunidad Valenciana (1)

Además está asociada a IAb Ezker Batua, referente político en el País Vasco.
La Federación de Andalucía el 27 de septiembre de 2014 optó por crear un partido nuevo federado con Izquierda Abierta con el nombre de Iniciativa por Andalucía-Izquierda Abierta

## Áreas de trabajo
Las áreas de trabajo son las distintas esferas de actuación del partido. Están abiertas a la participación de militantes y simpatizantes. Son aprobadas por el Consejo Político. En la actualidad son las siguientes: 
- Frente Amplio-Relaciones Políticas, Luis García Montero y Raúl García.
- Regeneración Política, Pedro Chaves, Orencio Osuna y Andrés Ocaña.
- Igualdad de Oportunidades, Eva Jiménez y Victoria Delicado.
- Modelo Económico y Social: Carlos Berzosa y Blanca Casado.
- Participación y extensión organizativa: Antonio Cortés y Esperanza Martínez
- Cultura Crítica: Azucena Rodríguez y Almudena Grandes.
- Comunicación y Redes Sociales: Teresa Aranguren, María Peñuela y José Francisco Mendi.